# Млинок для перцю

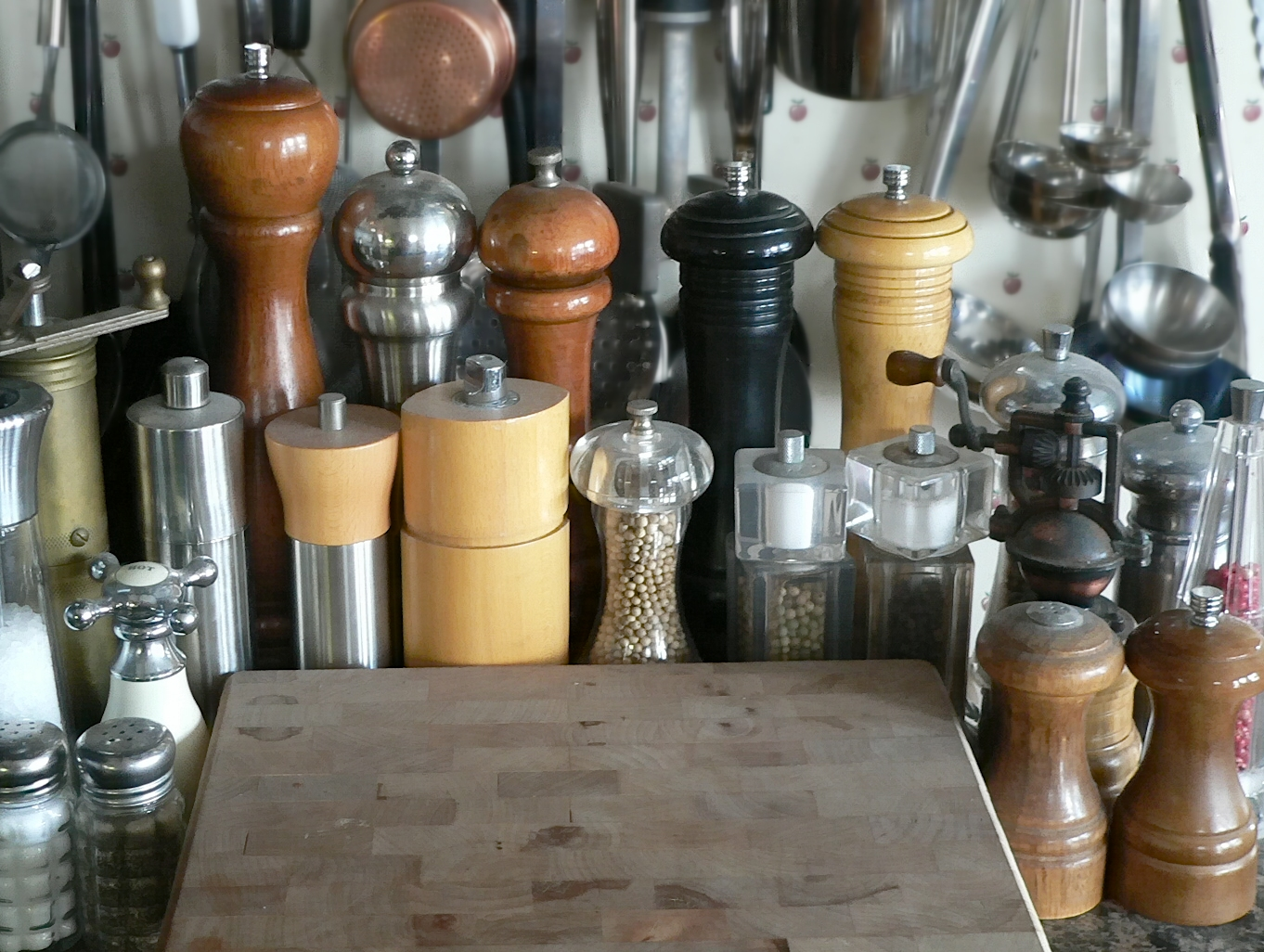
Млинки для перцю

Млинок для перцю — кухонне начиння, призначена для розмелювання горошковий перцю, іноді куховарської солі.
Зазвичай корпус млинка для перцю має вигляд циліндра чи барильця і виготовлений з дерева, сталі, пластику або скла. У нижній частині млинка розміщуються два жорна зі сталі або кераміки. Один з жорен-фрез є нерухомим, а другий приводиться в рух руків'ям. Перець засипається у верхню частину млинка через віконечко в кришці, яке відкривається. Млинок для перцю може мати спеціальний пристрій для регулювання величини помелу перцю. Для збереження аромату рекомендується розмелюють безпосередньо перед вживанням, над підставленою тарілкою.